# Górki (powiat kościerski)
Górki (dodatkowa nazwa w j. kaszub. Górczi) – wieś kaszubska w Polsce, położona w województwie pomorskim, w powiecie kościerskim, w gminie Karsin, na obrzeżach Wdzydzkiego Parku Krajobrazowego. Wieś jest siedzibą sołectwa, w którego skład wchodzą również miejscowości: Abisynia Górska, Górki Wybudowanie, Kliczkowy i Malary. W pobliskim Borsku znajduje się byłe (obecnie zdegradowane) lotnisko wojskowe Borsk.
W latach 1975–1998 miejscowość należała administracyjnie do województwa gdańskiego.

## Nazwy źródłowe miejscowości
niem. Gurki